# Artur Kogan
Artur Kogan (nascut el 29 de gener de 1974 a Txernivtsí, llavors RSS d'Ucraïna, actualment Ucraïna), és un jugador d'escacs israelià, resident a Tarragona, que té el títol de Gran Mestre des de 1998.
A la llista d'Elo de la FIDE de l'octubre del 2020, hi tenia un Elo de 2501 punts, cosa que en feia el 17è millor jugador (en actiu) d'Israel. El seu màxim Elo va ser de 2592 punts, a la llista de gener de 2005 (posició 154 al rànquing mundial).

## Biografia
Kogan va emigrar des d'Ucraïna a Israel quan tenia 2 anys, i va viure a Israel durant vint anys. Actualment resideix a Tarragona, Catalunya. Ha viscut també tres anys a França, un any a Praga, 8 mesos a Suïssa, i mig any a Ljubljana i a Budapest.

## Resultats destacats en competició
En el període 1981-1989 guanyà diversos torneigs oberts a Israel, com els de Bat Yam, Holon, Rixon le-Tsiyyon, Pétah Tiqvà, entre d'altres. Obtingué el títol de GM el 1998.
Ja fora d'Israel, ha guanyat, entre d'altres, els torneigs següents: 1991 Biel/Bienne, 1994 Kecskemet, 1996 Formie, 1996 Vlissingen, 1996 Sas Van Gent Open, 1996 Ischia, 1998 Ljubljana, 1998 Pyramiden Cup (Alemanya), 1999 Ljubljana, 2000 Almassora, 2000 Cutro Open, 2000 Quebec Open, 2001 Nordic Scandinavian Open, 2001 Salou Costa Daurada, 2002 Gènova, 2003 Lido degli Estensi, 2005 Paris Open, 2005 Tarragona Open, i 2006 Ashdod Open (Israel).
Participa sovint en competicions escaquístiques a Catalunya. Per exemple, el 2007 guanyà l'Obert Internacional d'Escacs de La Pobla de Lillet, el juny de 2009 guanyà l'obert internacional Ciutat de Reus; el 6 de desembre de 2009 guanyà el "Gran Premi de Tarragona de partides semi-ràpides" celebrat a Cambrils. El 2010 va participar en el Campionat de Catalunya per equips amb l'equip del Club Escacs Montmeló. El juliol de 2011 fou campió de l'Obert de Torredembarra amb 7½ punts de 9. Fou 3r a l'Obert de Sant Sebastià de 2009.
El maig de 2016 fou segon a l'obert internacional d'Estadella, per darrere de Daniel Forcén.
L'agost de 2016 fou 2n-5è (cinquè en el desempat) del 34è Obert d'Andorra amb 7 punts de 9 (el campió fou Jorge Cori Tello).